# Lahunpapyri
Lahunpapyri ist die moderne Bezeichnung für verschiedene Papyrusfunde, die am Ende des 19. Jahrhunderts bei El-Lahun, in den Resten der antiken Stadt Hetep-Sesostris gemacht wurden. Sie datieren an das Ende der 12. und in die 13. Dynastie (um 1850–1750 v. Chr.).

## Fundgeschichte
Ein Großteil dieser Papyri fand sich bei den Ausgrabungen von Flinders Petrie, der den Ort 1888–89 erforschte. Diese Papyri befinden sich heute alle im Petrie Museum of Egyptian Archaeology im University College London. In einem Schutthügel fanden Einheimische einige Jahre später weitere Papyri und verkauften sie auf dem Kunstmarkt, wo Teile von Ludwig Borchardt für das Ägyptische Museum in Berlin angekauft wurden. Weitere Teile sollen sich im Ägyptischen Museum in Kairo befinden. Die Papyri im Petrie Museum sind bereits wenige Jahre nach ihrer Entdeckung von Francis Llewellyn Griffith in einer Auswahl veröffentlicht worden, eine umfassende Publikation ist seit 2002 in mehreren Bänden erfolgt. Die Berliner Papyri sind dagegen bisher nur sporadisch publiziert worden.

## Inhalt
Wegen der diversen Fundorte in der antiken Stadt, ist auch der Inhalt dieser Papyri sehr unterschiedlich. Die Berliner Papyri stammen aus einem Schutthaufen neben der Stadt und stammen offenbar aus einem Tempelarchiv, denn der Inhalt dieser Papyri beschäftigt sich vor allem mit den Angelegenheiten der Tempelverwaltung. Es gibt zahlreiche Briefe von Tempelangestellten und Listen von Statuen und Festen. Besonders wichtig ist ein Papyrus mit dem Vermerk eines Sothisdatums, was eine Einordnung der Funde in die Chronologie des Mittleren Reiches erlaubt.
Die von Petrie gefundenen Papyri stammen aus allen Teilen der Stadt und sind deshalb inhaltlich auch ganz unterschiedlich. Es finden sich viele Briefe, Bruchstücke von literarischen (z. B. Die Erzählung von Hai), religiösen, mathematischen, juristischen und medizinischen Texten. Einen sehr großen Teil stellen Abrechnungen dar.